# Jürgen Kaumkötter

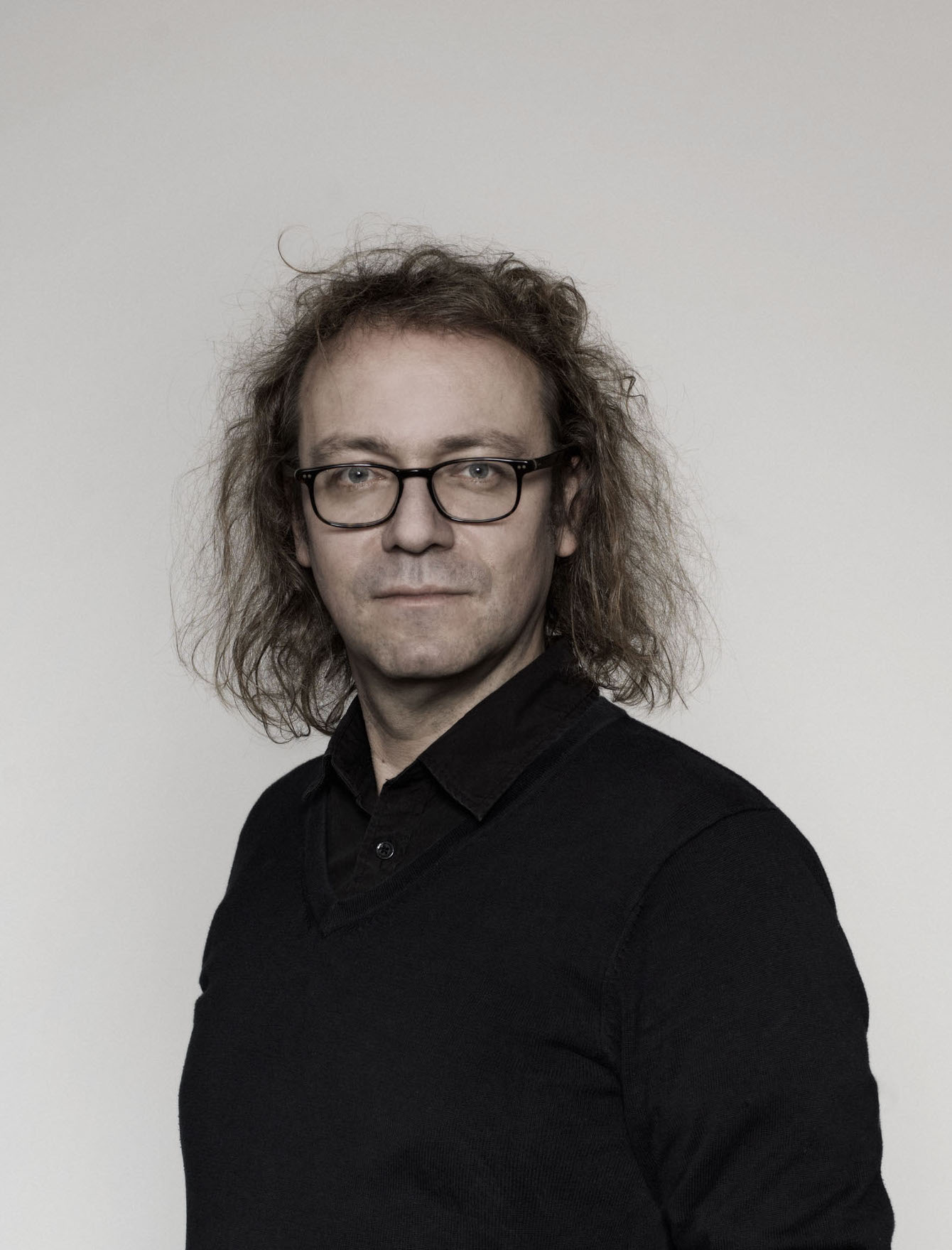
Jürgen Kaumkötter, 2014

Jürgen Joseph Kaumkötter (geboren am 13. Juli 1969 in Osnabrück) ist ein deutscher Kunsthistoriker, Kurator und Autor und seit 2019 Direktor des Museums Zentrum für verfolgte Künste in Solingen.

## Leben
Jürgen Joseph Kaumkötter studierte von 1990 bis 2002 Kunstgeschichte und Geschichte an der Universität Osnabrück. Seine Dissertation erfolgte im Fachbereich Kultur- und Sozialwissenschaften der Universität Osnabrück mit dem Titel „Felix Nussbaum und die Holocaust-Kunst“.
1998 war er freier Mitarbeiter an der 26. Europaratsausstellung „1648. Krieg und Frieden in Europa“ und leitete den Besucherdienst im Felix-Nussbaum-Haus / Kulturgeschichtliches Museum Osnabrück und in der Kunsthalle Dominikanerkirche Osnabrück. Er realisierte zusammen mit dem Musikproduzenten Mick Franke in den Museen in Münster und Osnabrück die Audioführung der Europaratsausstellung zum Westfälischen Frieden.
2000 initiierte er ebenfalls zusammen mit Mick Franke das Vermittlungsprojekt „Felix Nussbaum: Lasst meine Bilder nicht sterben“ – Bild und Ton Live-Übertragung zwischen der Insel Norderney, Oostende in Belgien, Alassio in Italien, dem Pariser Platz in Berlin und dem Großen Lagertor von Auschwitz-Birkenau in Polen mit dem Museum von Daniel Libeskind in Osnabrück. Die Finanzierung übernahm die Deutsche Telekom AG. Im Rahmen des Live-Übertragung-Projekts lernte er 1999 die Kunstsammlung in Auschwitz kennen und arbeitete von 2000 bis 2005 regelmäßig in der Kunstsammlung des Staatlichen Museums Auschwitz-Birkenau in Oświęcim.
Die Stiftung Niedersachsen ermöglichte ihm 2001 ein Kolloquium unter dem Titel „Kunst aus dem Konzentrationslager. Kunstgeschichte oder Künstlergeschichte“ in Osnabrück und er konnte seine Recherchen über die Kunst in Auschwitz u. a. Krystyna Oleksy, Stellvertretende Direktorin des Staatlichen Museums Auschwitz-Birkenau, Harald Welzer, Sozialpsychologe, vorstellen.
Von 2003 bis 2006 war er Direktionsassistent am Museumsdienst Berlin (seit 2006 Kulturprojekte Berlin). 2007 arbeitete er in Spanien an der Konzeption des Museo Cristóbal Balenciaga, einem Anbau an den Palacio Aldamar in Getaria im Auftrag der Fundación Cristóbal Balenciaga und der Abteilung für Kultur der Baskischen Regierung, sowie der Abteilung für Kultur und baskische Sprache der Provinzregierung Gipuzkoa. Von 2009 bis 2013 leitete er unter der Schirmherrschaft von Václav Havel das Museum Montanelli in Prag.
Von 2015 bis 2019 war er Kurator des Zentrums für verfolgte Künste in Solingen. Seit 2014 ist er Lehrbeauftragter an der Universität Osnabrück. 2019 wurde er Mitglied des Aufsichtsrates des MOCAK Museum für Gegenwartskunst Krakau. Seit 2019 ist er Direktor und Geschäftsführer des Museums Zentrum für verfolgte Künste.

## Ausstellungen (Auswahl)
Zwischen 2003 und 2006 realisierte Kaumkötter die Wanderausstellung „Liebes- und Musengeschichten. Das fragile Glück im Unglück von Verfolgung und Exil. Die Sammlung Jürgen Serke“ im Museum Zur goldenen Sonne in Breslau, Polen, in der Nationalbibliothek der Tschechischen Republik in Prag, in der Saarländischen Landesvertretung Berlin und im Mishkenot Scha´ananim in Jerusalem, Israel.
2005 war er Kurator und Produzent der Ausstellung „Kunst in Auschwitz 1940 – 1945“. Die Ausstellung wurde durch Bundeskanzler Gerhard Schröder im Centrum Judaicum – Stiftung Neue Synagoge Berlin eröffnet und anschließend im Felix-Nussbaum-Haus / Kulturgeschichtliches Museum in Osnabrück und im Museum der polnischen Unabhängigkeit in Łódź, Polen, gezeigt.
2008 konzipierte er zusammen mit Jürgen Serke die Literatur-Dauerausstellung „Die verbrannten Dichter. Zwischen Himmel und Hölle 1918–1989“ in Solingen. Zur Eröffnung der Literatur-Dauerausstellung zeigt er Porträtfotografien der Reportagefotografen Wilfried Bauer, Robert Lebeck und Stefan Moses sowie die Ausstellung „Peter Kien. Bilder und Gedichte 1933 – 1944“. Die historischen Kunstwerke wurden ergänzt durch zeitgenössische Positionen, Malerei von Jonathan Meese, Fotografien von Sarah Schönfeld, Videos und Plastiken von Sigalit Landau.
2010 folgte in Solingen in dem sich in Gründung befindenden Zentrum für verfolgte Künste die Ausstellung „Die Unsterblichkeit der Sterne. Von Francisco de Goya über Walter Benjamin zu Václav Havel“, in der die Bibliothek von Walter Benjamin rekonstruiert wurde. Pierre Assouline schrieb über die Ausstellung in der Zeitung Le Monde, 3. Dezember 2010: „... Wahrhaftig, ein Kunststück. ... [E]ine Ausstellung die Geschichte schreiben wird; sie schließt die Tore am 5. Dezember, aber ein großartiger Katalog führt sie fort. ... Welche Emotion wird frei an dieser Wiedererstellung einer Bibliothek, die in Europa inmitten eines in die Tiefe gerissenen Atlantis verloren ging... Diese wiedergefundene Bibliothek vermittelt die Illusion, dass Walter Benjamin noch immer lebt.“
2010 konzipierte und produzierte er mit der Ausstellung „Francisco de Goya. Visionen von Schrecken und Hoffnung“ im Museum Voswinckelshof Dinslaken einen Beitrag zu „Ruhr.2010 Essen Kulturhauptstadt Europas“. 2011 realisierte er im Skulpturenmuseum im Alexander-Newski-Kloster St. Petersburg, Russische Föderation für das Auswärtige Amt die Ausstellung „Habari Afrika. Schönheit und Magie in der afrikanischen Kunst“.
2013 war er für die Ausstellung „Kunst in der Katastrophe“ im Deutschen Bundestag Berlin verantwortlich. Ebenfalls 2013 realisiert er im Museum Montanelli als Kurator die Ausstellung „I was born in your bed“, eine Kooperation zwischen der Stadt Prag und der Stadt Venedig zur 55. Internationalen Kunst-Ausstellung, La Biennale di Venezia.
2015 war er verantwortlich für die Ausstellung „Der Tod hat nicht das letzte Wort“ im Deutschen Bundestag anlässlich des 70. Jahrestages der Befreiung des Konzentrationslagers Auschwitz-Birkenau. Die Ausstellung war gleichzeitig die Eröffnungsausstellung des frisch gegründeten Museums Zentrum für verfolgte Künste. Zusammen mit der polnischen Kuratorin Delfina Jałowik erweitert er 2015 die Bundestagsausstellung im MOCAK Museum für Gegenwartskunst Krakau in der ehemaligen Fabrik von Oskar Schindler. Die Ausstellung „Poland – Israel – Germany: The Experience of Auschwitz“ war ein großer Publikumserfolg und ein weltweiter Kunstskandal, den die Museen im Buch „Polyphonie des Holocausts“ verarbeiteten.
2020 wurde das Museum Zentrum für verfolgte Künste beauftragt, zusammen mit dem Kuratorteam Agnieszka Sieradzka, Beate Klarsfeld und Serge Klarsfeld die Ausstellung „David Olère. Überlebender des Krematoriums III“ zum 75. Jahrestages der Befreiung des Konzentrationslagers Auschwitz-Birkenau zu produzieren.
Im Jahr 2025 realisierte Kaumkötter auf Anregung des polnischen Malers Marian Turski gemeinsam mit Tadeusz Zych die Ausstellung „Marian Ruzamski. Kunst der Erinnerung“ im Zentrum für verfolgte Künste in Solingen. Die Ausstellung widmete sich dem Werk Ruzamskis, der während der deutschen Besatzung in Auschwitz inhaftiert war. Sie zeigte sowohl seine vor der Inhaftierung entstandenen Werke als auch Arbeiten aus dem Konzentrationslager und stellte sie in den Kontext polnischer Kunst- und Erinnerungskultur.

## Film- und Medienproduktionen
2015 war Kaumkötter Mitinitiator des trimedialen Projekts „Auschwitz und ich“ des NDR für die ARD.
2018 wurde der Dokumentarfilm „Kichka. Life is a Cartoon“ mit der internationalen Premiere im Wettbewerb des letzten „World Film Festival“ in Montréal geehrt. Kaumkötter war als Produzent und Drehbuchautor für den Film verantwortlich. Delfina Jałowik führte Regie.
2020 wurde „Auschwitz und ich“ vom Rundfunk Berlin-Brandenburg rbb für die ARD zusammen mit ihm überarbeitet.

## Auszeichnungen
- 2014 „Thesaurus Poloniae“ des Ministeriums für Kultur und nationales Erbe, Republik Polen, ein Fellowship am Internationalen Kulturzentrum Krakau
- 2017 Bürgerpreis „Mensch Melle“ von „Semper Melle“[22]

## Veröffentlichungen (Auswahl)
- Jürgen Kaumkötter, Tadeusz Zych, Marian Ruzamski 1889–1945. Die Kunst der Erinnerung, Grass Publishers Brauweiler, ISBN 978-3-946848-37-0
- Solinger Künstler in der Kunstregion Rheinland 1933–1945. Moorsoldaten? Eine Spurensuche, Herausgegeben von Aileen Berndt, Jürgen Joseph Kaumkötter, Clara Lundershausen, Polina Scerbonos, Zentrum für verfolgte Künste, ISBN 978-3-9825528-1-1
- Jürgen Kaumkötter, Felix Nussbaum und die Holocaust-Kunst. Das Selbstbildnis mit Judenpass, Göttingen 2023, ISBN 978-3-8353-5029-8
- Auguste Moses-Nussbaum, Reise mit zwei Koffern. Lebenserinnerungen, Herausgegeben von Jürgen Kaumkötter und Christoph Rass. Kommentiert in Zusammenarbeit mit Jannis Panagiotidis und Frank Wolff. Aus dem Hebräischen übersetzt von Ruth Achlama, Göttingen 2017
- Jürgen Kaumkötter, Der Tod hat nicht das letzte Wort. Kunst in der Katastrophe 1933–1945, Berlin 2015
- Die Unsterblichkeit der Sterne: von Francisco de Goya über Walter Benjamin zu Vaclav Hável; Gemälde und Grafiken von Francisco de Goya; die rekonstruierte Bibliothek Walter Benjamins; Václav Havel und die deutschsprachige Literatur Böhmens; Antworten zeitgenössischer Kunst auf Goya [Zentrum der Verfolgten Künste mit der Sammlung Jürgen Serke in der „Stiftung Verbrannte und Verbannte Dichter- und KünstlerInnen für ein Zentrum der Verfolgten Künste“ der Else-Lasker-Schüler-Gesellschaft und der „Bürgerstiftung für Verfolgte Künste Else-Lasker-Schüler-Zentrum, Kunstsammlung Gerhard Schneider“, 2. Oktober bis 5. Dezember 2010], Hrsg. u. a. Jürgen Kaumkötter, Solingen 2010
- Francisco de Goya. Visionen von Schrecken und Hoffnung: Francisco de Goya und Maja Bajević ...; [anlässlich der Ausstellung Francisco de Goya. Visionen von Schrecken und Hoffnung, 20. Juni - 12. September 2010 im Rahmen von Ruhr.2010 Essen Kulturhauptstadt Europas], Hrsg. u. a. Jürgen Kaumkötter, Merzig, 2010
- Himmel und Hölle zwischen 1918–1989: Die verbrannten Dichter. Sammlung Jürgen Serke: [anlässlich der Eröffnung der Dauerausstellung der Sammlung Jürgen Serke] Hrsg. u. a. Jürgen Kaumkötter. Berlin, 2008
- Peter Kien: Bilder und Gedichte 1933–1944: [ein Teil der Ausstellung „Himmel und Hölle zwischen 1918 und 1989“ anlässlich der Eröffnung der Dauerausstellung der Sammlung Jürgen Serke] Hrsg. Jürgen Kaumkötter, Berlin, 2008
- Jürgen Kaumkötter, Kunst in Auschwitz 1940–1945: 150 Kunstwerke aus der Sammlung des Staatlichen Museums Auschwitz-Birkenau in Oświçim, in: Museumsjournal, ISSN 0933-0593, Bd. 19 (2005), 2, S. 49‒51
- Kunst in Auschwitz 1940–1945: [Begleitbuch zu der Ausstellung der Stiftung Neue Synagoge Berlin – Centrum Judaicum im Kulturgeschichtlichen Museum Osnabrück/Felix-Nussbaum-Haus und dem Muzeum Tradycji Niepodległościwych w Łodzi], Jürgen Kaumkötter, Bramsche [2005]
- Jürgen Kaumkötter, Kunst in Auschwitz: ein schmaler Grat, in: kritische berichte, Vol. 31, Bd. 4 (2003), S. 62–76
- Jürgen Kaumkötter, Holocaust-Kunst: ein schmaler Grat, in: Dachauer Hefte, Bd. 18 (2002), S. 34–41